# Nguyễn Long Cáng
Nguyễn Long Cáng (sinh tháng 10 năm 1960) là một sĩ quan cấp cao trong Quân đội nhân dân Việt Nam, hàm Trung tướng. Ông nguyên là Tư lệnh Quân khu 5, nguyên Phó Tư lệnh kiêm Tham mưu trưởng Quân khu 5.

## Thân thế và binh nghiệp
Ông quê ở Tam Phú,Tam Kỳ, Quảng Nam.
Tháng 1 năm 2004 ông được bổ nhiệm làm Sư trưởng Sư đoàn 2, Quân khu 5
Tháng 9 năm 2007, bổ nhiệm giữ chức Chỉ huy trưởng Bộ Chỉ huy quân sự tỉnh ĐăkLăk, Quân khu 5
Tháng 8 năm 2010, bổ nhiệm giữ chức Phó Tư lệnh kiêm Tham mưu trưởng Quân khu 5
Tháng 4 năm 2015, bổ nhiệm giữ chức Tư lệnh Quân khu 5, Phó Bí thư Đảng ủy Quân khu 5.
Tháng 10 năm 2020 ông nhận quyết định nghỉ theo chế độ của Thủ Tướng Chính Phủ
Thiếu tướng (9.2010), Trung tướng (6.2015)

## Gia đình
Con trai: Thượng Tá Nguyễn Long Võng (sinh năm 1988), Phó Sư Đoàn Trưởng TMT , Sư đoàn 2, Quân khu 5.
Là thượng tá, Phó sư đoàn trưởng trẻ nhất toàn quân.
Con Rể: Trung Tá Đào Tiến Tân Chủ nhiệm hậu cần trung đoàn 575 (Con trai Trung Tướng Đào Duy Minh Phó Chủ Nhiệm TCCT)